# Heikki Suolahti
Heikki Theodor Suolahti (2 de febrer de 1920 a Hèlsinki - 27 de desembre de 1936 a Hèlsinki) fou un compositor finlandès, considerat un dels grans talents de la història de la música finlandesa.

## Biografia
Suolahti va créixer en una casa familiar on la música tenia un paper dominant. El seu pare, Eino Suolahti, era un metge que tractava el components de l'Òpera Nacional de Finlàndia a Hèlsinki. La seva mare, Anna Forssell, era una coneguda violinista. Es diu que Suolahti taral·lejava melodies abans que sabés parlar. Es diu també que admirava la música de Richard Wagner. Va construir una orquestra infantil amb els seus companys de joc i somiava a convertir-se en compositor d'òpera.
Va assistir a la Escola de formació coeducativa finlandesa de Hèlsinki fins al 1936, i va estudiar piano, orgue i teoria de la música amb Arvo Laitinen a l'Acadèmia Sibelius entre 1929 i 1936.
El 1935, Suolahti va viatjar a Alemanya, on va visitar els llocs connectats amb Richard Wagner a Bayreuth i un Festival de Lohengrin a Colònia. L'any següent, va morir d'una apendicitis als 16 anys. Mai abans no s'havia interpretat cap obra seva. La primera interpretació de les seves peces va tenir lloc amb motiu del seu funeral per l'Orquestra de la Ciutat de Hèlsinki i la cantant Gertrude Wichman.

## Creativitat
Quan va morir, Suolahti va deixar inacabada l'òpera Pärttylin yö i algunes altres obres, com la segona simfonia. El millor que cal recordar sobre la música de Suolahti és la seva Sinfonia Piccola en re menor, del 1935, composta en un estil fresc i totalment romàntic. Es va representar per primera vegada el febrer de 1938 en un servei commemoratiu dirigit per Tauno Hannikainen. L'obra es va imprimir el 1959 als Estats Units, on és coneguda en el repertori de diverses orquestres juvenils. Després d'escoltar la Simfonia de Suolahti, Jean Sibelius va escriure una carta a la mare del compositor, el 12 de març de 1938, en què agraïa l'obra:
"L'obra em va causar una profunda impressió; té tanta natura com cor. És cert que Finlàndia, amb Heikki Suolahti, va perdre un dels seus majors talents musicals."

## Obres
Les següents obres romanen en gran part sense publicar, però es troben arxivades a la Biblioteca de la Universitat de Hèlsinki..

### Orquestral
- Simfonia núm. 1 en re menor (sinfonia piccola h-molli) (1935)
- Prélude pour petit orchestre dédié à mon père, Op.6
- Fantasia-Impromptu, Op.9 (1932)
- Hades, Op.10 Poema simfònic (1932)

### Concert
- Concert per a piano núm. 1, Op.15 (1934)
- Concert per a violí, Op.16 (1934)

### Música de cambra
- Quartet de corda (1936)
- Quartet de corda núm. 1, Op.4 (Quartetto piccola)
- Quartet de corda núm. 2,, Op.8 (1933)
- Quintet de piano

### Violí i piano
- Valsette, Op.7, no.3
- Novelette, Op.7
- Pastoral (1933)
- Tres petites peces, Op.24 (1934) Prélude, sérénade, romance
- Fantasia
- Serenata

### Piano
- Dues petites peces, Op.5, no.1-2 (1933) Rêverie, Sur l'Onde
- Romança
- Sonatina i Rondo

### Veu
- Hyökyaalto per a veu, piano i orquestra (lletra de V.A.Koskenniemi)
- Unten kalastaja per a veu, piano i orquestra (lletra d'Einari Vuorela)
- Kesäyössä per a veu, piano i orquestra (lletra de V.A.Koskenniemi)
- Endymion per a veu i piano (lletra de V.A.Koskenniemi)
- Huomisehtoo per a veu i piano (lletra de V.A.Koskenniemi)

### Òpera
- Pärttylin yö (incompleta)